# Цона Артиђанале Мелтина (Болцано)
Цона Артиђанале Мелтина је насеље у Италији у округу Болцано, региону Трентино-Јужни Тирол.
Према процени из 2011. у насељу је живело 16 становника. Насеље се налази на надморској висини од 1022 м.